# Владимир Фере
Владѝмир Гео̀ргиевич Ферѐ (на руски: Владимир Георгиевич Фере) е руски композитор.
Роден е на 20 май (7 май стар стил) 1902 година в Камишин, Саратовска губерния. През 1930 година завършва композиция и пиано в Московската консерватория, след което работи в радиото. През 1936 година заминава за Киргизстан, където ръководи местната филхармония и в съавторство с Абдълас Малдъбаев и Владимир Власов композира първите киргизки опери, балети и музикални драми, както и музиката на химна на Киргизката съветска социалистическа република. Връща се в Москва през 1945 година и до 1962 година преподава в Консерваторията.
Владимир Фере умира на 2 септември 1971 година в Москва.